# 北辰斜に
北辰斜に （ほくしんななめに） は旧制第七高等学校造士館 （七高） の代表寮歌の一つ。正式名称は第十四回記念祭歌。「北辰斜に」 とは歌い出しの文言である。

## 基本データ
- 成立年: 大正4年 （1915年）
- 作詞者: 簗田勝三郎 （1894年生-1919年没）
- 作曲者: 須川政太郎 （1884年生-1955年没）

作詞者である簗田勝三郎は、大正元年 （1912年） 9月に七高第二部甲類 （工科志望） に入学したが、この歌を作詞した翌年の1916年9月、病気のため退学した。療養生活の末、24歳で夭折。多磨霊園の簗田家墓所には、七高同窓会による歌碑が1991年10月に建立された。
作曲者 須川政太郎は、当時鹿児島師範学校の音楽教諭。その後も京都師範学校、彦根高等女学校、半田高等女学校で音楽教師を務めた。墓所は出身地の和歌山県新宮市。
歌詞・曲ともに著作権は消滅している。歌詞は、最も古い大正9年 （1920年） 版歌集からは若干変化して伝えられているという。曲は、1920年版の楽譜では長調だが、現在の正式の歌い方は短調である。曲の節回しは、前半 2/3 は付点8分音符と16分音符の組み合わせを多用する典型的な 「ピョンコ節」 であるが、末尾 1/3 は弱起とされ、変化が付けられている。

## 概要
旧制第七高等学校造士館では、毎年 10月25日に開校記念祭が祝われた。「北辰斜に」 は 1915年の第14回記念祭のために作られた寮歌で、これは 5番の歌詞でも明らかにされている （旧制七高の 「記念祭」 は、「紀念祭」・「紀年祭」 と表記する文献もある）。
1番冒頭の 「北辰斜にさすところ」 とは、学校の所在地である鹿児島が、北辰 （北極星） を頭上高く仰ぐ地ではなく、低く斜めに見る南の地であることを、やや大袈裟に表現したものである。1番の歌詞は鹿児島の風土を、2番は静の薩摩潟と動の桜島とを讃える。3番の前半で濁世からの隔絶を歌った上で、4番、5番にかけて、理想への雄飛を歌い上げている。高等学校で 3年間を過ごす生徒を、南へ飛び立つのを待つ鵬に例える歌詞は、各地の旧制高校寮歌に見られる。
昭和6年 （1931年） 版の寮歌集からは、「巻頭言」 が付けられ、歌の前に朗唱されるようになった。出だしの 「流星落ちて住む處　橄欖の実の熟るる郷」 までは、南寮東大寄贈歌 「平和の光」　(1920年、内藤俊二作曲） の 2番の歌詞の前半が出典と考えられる。「橄欖」 とは、旧制一高や文語訳聖書におけると同様、オリーブを指すと解釈するのが一般的であるが、字義通りカンラン科の熱帯性樹木を指すと主張する意見もある。

## 継承
旧制第七高等学校は、学制改革に伴い新制鹿児島大学に包括され、その文理学部の母体となったのち1950年に消滅した。「北辰斜に」 は鹿児島大学に継承されたが、学生にあまり歌われず、過去の歌となりつつあった時期もあった。近年、式典などの場で再び演奏されるようになったことや、大学主催の公募により学内の道に北辰通りと名付けられたことで、実質的な大学の校歌として復興を遂げている。
「北辰斜に」は、旧制時代から第二次世界大戦後すぐにかけて、広く全国各地の旧制中学校等に伝わり、替え歌となって愛唱された。勇壮に煽り立てるような曲想であるため、応援歌となった例が多い。鹿児島大学理学部同窓会が挙げる例としては、
- 旧制愛媛県宇和島中学校の漕艇部応援歌 『佐田岬』（1931年、徳本光信 作詞）、
- 旧制福岡県立筑紫中学校の応援歌 『聴け玄海の』、
- 旧制福岡県中学明善校の応援歌 『白旆の歌』 （1923年、藤吉繁吉 作詞）、
- 大和高田市立高田商業高等学校の応援歌 『白熱煌う』 （1955年）

等がある。他に、
- 逗子開成中学校・高等学校の応援歌 『黒潮』 （加賀美嘉富 作詞）[2]、
- 旧制宮城県仙台第二中学校の 『凱歌』 （1925年）

等も 「北辰斜に」 が元歌と指摘されている （さらに、仙台二中凱歌の影響を受けた例として、旧制多賀工業専門学校の 『吼洋寮逍遙歌』 （1946年頃、塩田信雄 作詞） が挙げられる）。
- 旧制高等教育機関の歌の中にも似た曲が見られる。旧制浦和高等学校の 『対静高遠征歌』 （1934年） の出だしはよく似ているが、末尾は異なるため、「北辰斜に」 の影響と断言はできない。作曲者が同じと判明している歌では、神宮皇學館大学予科精華寮寮歌 『若草萌ゆる』 （1924年、潮千別 作詞） がよく似た出だしである。

このほか、「流星落ちて住む処」 で始まる巻頭言は、九州大学など他の新制国立大学でも使われたことが確認されている。

## 関連事項
- 寮歌 - 寮歌の一覧
- 応援歌
- 映画『北辰斜にさすところ』

## 参考書籍
- 日本寮歌集編集委員会（編）　『日本寮歌集』　日本寮歌振興会発行、国書刊行会、1992年10月新装版。ISBN 433603320X - 楽譜は短調。
- 旧制高等学校資料保存会「日本寮歌大全」編纂委員会（編）　『日本寮歌大全』　国書刊行会、1996年2月。ISBN 4336037892 - 楽譜は長調（原譜に沿ったもの）。
- 松浦濤人　『ああ青春よ我にまた : 旧制高等学校碑の旅』　国書刊行会、1996年3月。ISBN 433603804X - 楽譜は長調（原譜に沿ったもの）。